# Krasnoje (Kaliningrad, Gurjewsk)
Krasnoje (russisch Красное, deutsch Wolfsdorf, Kreis Königsberg/Samland) ist ein Ort in der russischen Oblast Kaliningrad. Er gehört zur kommunalen Selbstverwaltungseinheit Stadtkreis Gurjewsk im Rajon Gurjewsk.

## Geographische Lage
Krasnoje liegt zwölf Kilometer östlich der Oblasthauptstadt Kaliningrad (Königsberg) und ist auf der Kommunalstraße 27K-379 über Solnetschnoje (Praddau) unweit der Föderalstraße A229 (ehemalige deutsche Reichsstraße 1) zu erreichen. Eine Bahnanbindung besteht nicht.

## Geschichte
Der ehemals Wolfsdorf genannte Ort bestand bis 1945 aus mehreren großen Höfen. Zwischen 1874 und 1945 war Wolfsdorf in den Amtsbezirk Waldau (heute russisch: Nisowje) eingegliedert und gehörte somit zum Landkreis Königsberg (Preußen) (1939 bis 1945 Landkreis Samland) im Regierungsbezirk Königsberg der preußischen Provinz Ostpreußen.
Im Jahre 1910 zählte Wolfsdorf 153 Einwohner. Am 30. September 1928 wurde das Nachbargut Praddau (heute russisch Solnetschnoje) im Wesentlichen nach Wolfsdorf eingemeindet. Die Einwohnerzahl des erweiterten Ortes stieg bis 1933 auf 234 und betrug 1939 noch 230.
Infolge des Zweiten Weltkrieges kam Wolfsdorf mit dem nördlichen Ostpreußen zur Sowjetunion. Im Jahr 1950 erhielt der Ort die russische Bezeichnung Krasnoje und wurde gleichzeitig dem Dorfsowjet Nisowski selski Sowet im Rajon Gurjewsk zugeordnet. Von 2008 bis 2013 gehörte Krasnoje zur Landgemeinde Nisowskoje selskoje posselenije und seither zum Stadtkreis Gurjewsk.

## Kirche
Bis 1945 war die mehrheitlich evangelische Bevölkerung Wolfsdorfs in das Kirchspiel der Kirche Arnau (russisch: Rodniki) eingepfarrt und gehörte somit zum Kirchenkreis Königsberg-Land II in der Kirchenprovinz Ostpreußen der Kirche der Altpreußischen Union.
Heute liegt Krasnoje im Einzugsbereich der evangelisch-lutherischen Auferstehungskirche in Kaliningrad (Königsberg). Sie ist die Hauptkirche der Propstei Kaliningrad in der Evangelisch-lutherischen Kirche Europäisches Russland (ELKER).